# Caroline Colombo
Pour les articles homonymes, voir Colombo (homonymie).
Caroline Colombo, née le 16 avril 1996 à Pontarlier, est une biathlète française.

## Biographie
Membre du club de Mouthe et de la section sportive scolaire du Lycée Xavier-Marmier de Pontarlier, elle fait ses débuts internationaux en IBU Cup junior en décembre 2015. Elle remporte sa première épreuve dans cette compétition un an plus tard à Lenzerheide.
En juillet 2017, elle se blesse gravement à la suite d'une chute à ski roue lors d'un entraînement à Font-Romeu : fracture ouverte et luxation de la cheville. Malgré certains avis médicaux laissant présager à une fin de carrière, elle décide de continuer sa passion et entame une longue rééducation deux mois plus tard.
Après un an d'absence des pistes, elle passe au niveau sénior, prenant part à l'IBU Cup, compétition dans laquelle elle glane son premier succès en décembre 2018 à Obertilliach sur l'individuel. En janvier 2019, elle est appelée dans le groupe de la Coupe du monde pour l'étape d'Oberhof. Lors de l'étape suivante à Antholz, elle enregistre ses premiers points grâce à une 22e sur la poursuite.
En 2021, elle remporte la médaille d'argent du relais simple mixte aux Championnats d'Europe en compagnie d'Émilien Claude.
Apparaissant épisodiquement en Coupe du monde et non sélectionnée pour les Jeux Olympiques de Pékin, elle remporte sur le circuit de l'IBU Cup en février 2022 le sprint de Nove Mesto puis en mars la poursuite et le relais mixte de Ridnaun, dernières courses de la saison 2021-2022.
Elle signe le meilleur résultat de sa carrière en début de saison 2022-2023 à Kontiolahti, en se classant sixième de la poursuite le 4 décembre.
Le 4 mars 2023, à Nove Mesto, elle participe pour la première fois à un relais en Coupe du monde. Cette première est couronnée de succès puisque l'équipe de France remporte le relais mixte. C'est le premier podium de Caroline Colombo au plus haut niveau.
Atteinte de « fatigue chronique » en préparation de la saison 2023-2024, celle-ci est due à une neuropathie diagnostiquée en novembre 2023 et qui entraîne son retrait des compétitions le temps de sa guérison. À cause de ce problème de santé, elle annonce la fin de sa carrière début février 2025.

## Palmarès

### Championnats du monde
| Édition \ Épreuve | Individuel | Sprint | Poursuite | Mass start | Relais | Relais mixte | Relais mixte simple |
| ----------------- | ---------- | ------ | --------- | ---------- | ------ | ------------ | ------------------- |
| Oberhof 2023      | 26e        | —      | —         | —          | —      | —            | —                   |

Légende :
- — : non disputée par Caroline Colombo

### Coupe du monde
- Meilleur classement général : 20e en 2023.
- Meilleur résultat individuel : 5e de la mass start de Östersund en 2023.
- 2 podiums :
  - 1 podium en relais : 1 deuxième place.
  - 1 podium en relais mixte : 1 victoire.

Mis à jour le 12 mars 2023

#### Classements en Coupe du monde
| Saison    | Individuel | Individuel | Individuel | Sprint  | Sprint | Sprint   | Poursuite | Poursuite | Poursuite | Mass start | Mass start | Mass start | Général | Général | Général  |
| Saison    | Courses    | Points     | Position   | Courses | Points | Position | Courses   | Points    | Position  | Courses    | Points     | Position   | Courses | Points  | Position |
| --------- | ---------- | ---------- | ---------- | ------- | ------ | -------- | --------- | --------- | --------- | ---------- | ---------- | ---------- | ------- | ------- | -------- |
| 2018-2019 | 1 / 3      | 7          | 62e        | 5 / 9   | 22     | 68e      | 3 / 8     | 32        | 52e       |            |            |            | 9 / 25  | 61      | 67e      |
| 2019-2020 | 2 / 3      | -          | n.c.       | 5 / 8   | 34     | 54e      | 3 / 5     | 5         | 70e       |            |            |            | 10 / 21 | 39      | 69e      |
| 2020-2021 | 2 / 3      | 41         | 28e        | 6 / 10  | 32     | 62e      | 4 / 8     | 19        | 61e       |            |            |            | 12 / 26 | 92      | 56e      |
| 2021-2022 |            |            |            | 3 / 9   | 20     | 69e      | 1 / 7     | -         | n.c.      |            |            |            | 4 / 22  | 20      | 85e      |
| 2022-2023 | 3 / 3      | 42         | 20e        | 7 / 7   | 93     | 25e      | 6 / 6     | 132       | 15e       | 4 / 4      | 63         | 23e        | 20 / 20 | 330     | 20e      |

#### Résultats détaillés en Coupe du monde
| 2018-2019 |        |        |        |        |        |        |        |         |        |        |        |        |        |        |    |        |         |        |        | .      | .      | .       | .       |         |        |    | 67e |
| 2018-2019 | IN     | SP     | PU     | SP     | PU     | SP     | PU     | MS      | SP 77e | PU     | SP 46e | MS     | SP 42e | PU 22e | MS | SI 34e | SP Ann. | SP 29e | PU 31e | SP     | PU     | IN      | MS      | SP 31e  | PU 38e | MS | 67e |
| 2019-2020 |        |        |        |        |        |        |        |         |        |        |        |        |        | .      | .  | .      | .       |        |        |        |        |         |         |         |        |    | 69e |
| 2019-2020 | SP 72e | IN 72e | SP 15e | PU 38e | SP 43e | PU 39e | MS     | SP N.P. | MS     | SP 69e | PU     | IN 72e | MS     | SP     | PU | IN     | MS      | SP     | MS     | SP 33e | PU 45e | SP Ann. | PU Ann. | MS Ann. |        |    | 69e |
| 2020-2021 |        |        |        |        |        |        |        |         |        |        |        |        |        |        |    | .      | .       | .      | .      |        |        |         |         |         |        |    | 56e |
| 2020-2021 | IN 19e | SP 42e | SP 42e | PU 33e | SP 35e | PU 31e | SP 36e | PU 40e  | MS     | SP 35e | PU 44e | SP 26e | MS     | IN 22e | MS | SP     | PU      | IN     | MS     | SP     | PU     | SP      | PU      | SP      | PU     | MS | 56e |
| 2021-2022 |        |        |        |        |        |        |        |         |        |        |        |        |        |        |    | .      | .       | .      | .      |        |        |         |         |         |        |    | 85e |
| 2021-2022 | IN     | SP     | SP 70e | PU     | SP 21e | PU 50e | SP 93e | PU      | MS     | SP     | PU     | SP     | PU     | IN     | MS | IN     | SP      | PU     | MS     | SP     | PU     | SP      | MS      | SP      | PU     | MS | 85e |
| 2022-2023 |        |        |        |        |        |        |        |         |        |        |        |        |        |        | .  | .      | .       | .      |        |        |        |         |         |         |        |    | 20e |
| 2022-2023 | IN 24e | SP 24e | PU 6e  | SP 45e | PU 22e | SP 35e | PU 23e | MS 30e  | SP 41e | PU 23e | IN 30e | MS 27e | SP 8e  | PU 23e | SP | PU     | IN 26e  | MS     | SP 22e | PU 22e | IN 27e | MS 5e   | SP 24e  | PU Ann. | MS 27e |    | 20e |

### Championnats d'Europe Open
Médaille d'argent du relais mixte simple en 2021 à Duszniki-Zdrój.

### IBU Cup
- Meilleur classement général : 8e en 2021-2022
- Vainqueur du petit globe de cristal du sprint en 2021-2022
- 11 podiums individuels : 5 victoires, 3 deuxièmes places et 3 troisièmes places.

#### Podiums individuels en IBU Cup
| Podiums individuels en IBU Cup | Podiums individuels en IBU Cup | Podiums individuels en IBU Cup | Podiums individuels en IBU Cup | Podiums individuels en IBU Cup | Podiums individuels en IBU Cup |
| n°                             | Saison                         | Date                           | Lieu                           | Épreuve                        | Résultat                       |
| ------------------------------ | ------------------------------ | ------------------------------ | ------------------------------ | ------------------------------ | ------------------------------ |
| 1                              | 2018-2019                      | 19-12-2018                     | Obertilliach                   | Individuel 15 km               | Médaille d'or                  |
| 2                              | 2018-2019                      | 16-03-2019                     | Val Martello                   | Sprint 7,5 km                  | Médaille d'or                  |
| 3                              | 2018-2019                      | 17-03-2019                     | Val Martello                   | Mass-Start 60 12 km            | Médaille d'or                  |
| 4                              | 2019-2020                      | 05-03-2020                     | Minsk-Raubichi                 | Sprint 7,5 km                  | Médaille d'argent              |
| 5                              | 2019-2020                      | 06-03-2020                     | Minsk-Raubichi                 | Mass-Start 60 12 km            | Médaille de bronze             |
| 6                              | 2020-2021                      | 13-03-2021                     | Obertilliach                   | Sprint 7,5 km                  | Médaille de bronze             |
| 7                              | 2021-2022                      | 25-11-2021                     | Idre Fjäll                     | Sprint 7,5 km                  | Médaille d'argent              |
| 8                              | 2021-2022                      | 27-11-2021                     | Idre Fjäll                     | Sprint 7,5 km                  | Médaille d'argent              |
| 9                              | 2021-2022                      | 03-02-2022                     | Nové Město                     | Sprint 7,5 km                  | Médaille d'or                  |
| 10                             | 2021-2022                      | 03-03-2022                     | Lenzerheide                    | Sprint 7,5 km                  | Médaille de bronze             |
| 11                             | 2021-2022                      | 12-03-2022                     | Val Ridanna                    | Poursuite 10 km                | Médaille d'or                  |

### Championnats de France de biathlon d'été
- 2020
  - 3e du sprint court
- 2022
  - Championne de France de la poursuite
  - 3e du sprint